# Edward Stanley (15. hrabia Derby)
Edward Henry Stanley, 15. hrabia Derby KG (ur. 21 lipca 1826, zm. 21 kwietnia 1893 w Knowsley) – brytyjski arystokrata i polityk, członek Partii Konserwatywnej, a następnie Partii Liberalnej i Partii Liberalno-Unionistycznej, minister w rządach lorda Derby’ego, lorda Beaconsfielda i Williama Ewarta Gladstone’a.
Był najstarszym synem trzykrotnego premiera Wielkiej Brytanii, Edwarda Stanleya, 14. hrabiego Derby, i Emmy Bootle-Wilbraham, córki 1. barona Skelmersdale. Od 1851 r. nosił tytuł grzecznościowy „lorda Stanley”. Wykształcenie odebrał w Rugby School oraz w Trinity College na Uniwersytecie Cambridge.
W marcu 1848 r. bez powodzenia startował w wyborach parlamentarnych w okręgu Lancaster. Następnie wyjechał w podróż do Indii Zachodnich, Kanady i Stanów Zjednoczonych. W trakcie tej podróży został w 1848 r. wybrany do Izby Gmin z okręgu King’s Lynn. Swoją pierwszą mowę na forum parlamentu wygłosił w maju 1850 r. Niewiele wcześniej wyjechał w podróż na Jamajkę do Ameryki Południowej. W 1852 r. wyjechał do Indii. W tym czasie jego ojciec stanął na czele krótkotrwałego rządu w którym Stanley był podsekretarzem stanu w Ministerstwie Spraw Zagranicznych.
Kiedy lord Derby sformował w 1858 r. swój drugi gabinet, jego syn został w nim ministrem kolonii. Wkrótce został przewodniczącym Rady Kontroli. Po wprowadzeniu w 1858 r. bezpośredniego zarządu Korony nad Indiami, lord Stanley został pierwszym ministrem ds. Indii. Pozostał na tych stanowiskach do upadku rządu w 1859 w 1866 r., w trzecim rządzie swojego ojca, Stanley został ministrem spraw zagranicznych. W 1867 r. doprowadził do powszechnego uznania neutralności Luksemburga. Ministrem spraw zagranicznych był do 1868 r. i następnie w latach 1874–1878. W tym drugim okresie zajmował się m.in. sprawą akcji Kompanii Kanału Sueskiego.
Od 1869 r., jako 15. hrabia Derby, zasiadał w Izbie Lordów. 5 lipca 1870 r. poślubił lady Mary Sackville-West (zm. 6 grudnia 1900), córkę George’a Sackville’a-Westa, 5. hrabiego De La Warr, i lady Elizabeth Sackville, córki 3. księcia Dorset. Małżonkowie nie mieli razem dzieci.
W 1878 r. lord Derby zrezygnował ze stanowiska na tle rządowego sporu o postawę Wielkiej Brytanii w konflikcie rosyjsko-tureckim. W 1879 r. Derby opuścił Partię Konserwatywną i został członkiem Partii Liberalnej. W grudniu 1882 r. został ministrem kolonii w rządzie Gladstone’a. Pozostał na tym stanowisku do upadku gabinetu latem 1885 r. Po rozłamie wewnątrz Partii Liberalnej w 1886 r. na tle kwestii irlandzkiej, lord Derby został członkiem Partii Liberalno-Unionistycznej i do 1891 r. był jej liderem w Izbie Lordów. W 1892 r. został przewodniczącym parlamentarnej komisji pracy.
Lord Derby był ponadto rektorem Uniwersytetu Glasgow w latach 1868–1871, rektorem Uniwersytetu Edynburskiego w latach 1874–1877 i kanclerzem Uniwersytetu Londyńskiego w latach 1891–1893. W 1884 r. został kawalerem Orderu Podwiązki.
Zdrowie Derby’ego pogorszyło się w 1891 r., kiedy lord zachorował na grypę. Nigdy do końca nie wyzdrowiał i zmarł bezpotomnie w 1893 r. Tytuł parowski odziedziczył jego młodszy brat, Frederick.